# Oribatella illuminata
Oribatella illuminata är en kvalsterart som beskrevs av Hammer 1961. Oribatella illuminata ingår i släktet Oribatella och familjen Oribatellidae. Inga underarter finns listade i Catalogue of Life.